# IC 2874
IC 2874 ist eine irreguläre Galaxie vom Hubble-Typ IBm im Sternbild Löwe an der Ekliptik. Sie ist schätzungsweise 258 Millionen Lichtjahre von der Milchstraße entfernt.
Das Objekt wurde am 27. März 1906 vom deutschen Astronomen Max Wolf entdeckt.